# Evaristo Marc Chengula
Evaristo Marc Chengula (ur. 1 stycznia 1941 w Mdabulo, zm. 21 listopada 2018 w Dar es Salaam) – tanzański duchowny rzymskokatolicki, biskup Mbeya w latach 1997–2018.